# Gare de Naussac
La gare de Naussac est une gare ferroviaire française, de la ligne de Brive-la-Gaillarde à Toulouse-Matabiau via Capdenac, située sur le territoire de la commune de Naussac, dans le département de l'Aveyron, en région Occitanie.
Elle est mise en service en 1858 par la Compagnie du chemin de fer de Paris à Orléans (PO).
C'est une halte voyageurs fermée, depuis 2006, de la Société nationale des chemins de fer français (SNCF), qui est remplacée par un service de Transport à la demande (TAD) pour rejoindre la gare ouverte la plus proche.

## Situation ferroviaire
Établie à 252 mètres d'altitude, la gare de Naussac est située au point kilométrique (PK) 251,731 de la ligne de Brive-la-Gaillarde à Toulouse-Matabiau via Capdenac, entre les gares ouvertes de Capdenac et de Salles-Courbatiès.

## Histoire
La station de Naussac est mise en service le 30 août 1858 par la Compagnie du chemin de fer de Paris à Orléans (PO), lorsqu'elle ouvre à l'exploitation le chemin de fer de Montauban à Capdenac qu'elle a reprise, encore en travaux, le 11 avril 1857 lors du démantèlement de la Compagnie du chemin de fer Grand-Central de France. La station est établie à deux kilomètres du bourg.
La gare est fermée le 10 décembre 2006.

## Service des voyageurs
Gare fermée, l'arrêt ferroviaire est remplacé par un service de Transport à la demande (TAD) vers une gare en service.